# スカーガフィヨルズル
座標: 北緯65度54分 西経19度35分 / 北緯65.900度 西経19.583度

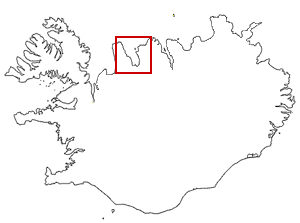
スカーガフィヨルズルの位置。

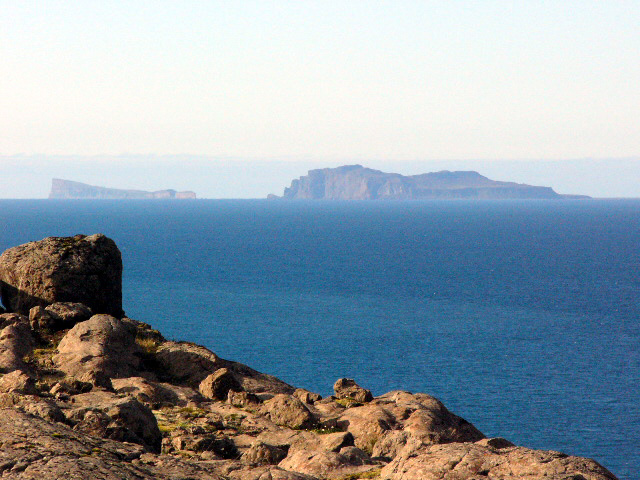
峡湾内に浮かぶ島々。

スカーガフィヨルズル（アイスランド語: Skagafjörður, 「岬の峡湾」の意）は、アイスランド北部にあるフィヨルドである。東をトロトラ半島（アイスランド語: Tröllaskagi, 「巨人の半島」の意）、西をスカイーイ（アイスランド語: Skagi, 「岬、半島」の意）半島に挟まれている。
この地域の住民の4分の1は農村部に住んでいる。この地域がアイスランドで最も栄えている農業地帯の一つだからである。酪農や牧羊、馬の飼育が広く行われており、中でもこの地域の馬は有名である（スカーガフィヨルズルはアイスランド内で馬の頭数が人口を上回っている唯一の自治体である）。
スカーガフィヨルズルの近くには2つの基礎自治体がある。峡湾の大部分を囲んでいるスカーガフィヨルズル（アイスランド語: Sveitarfélagið Skagafjörður）と、やや内陸部に進んだところにあるアークラフレップル（アイスランド語: Akrahreppur）である。アイスランドにおける農業の中心地の一つであり、また漁業の基点の一つとなっているであるソイズアウルクロウクルやホーフスオウス（アイスランド語: Hofsós）などの町もある。スカーガフィヨルズル民は、聖歌隊や馬術、集会といった面で優れていると評されている。
峡湾内には3つの島がある。それぞれマウルム島（アイスランド語: Málmey）、ドラウング島（アイスランド語: Drangey）、ルンド島（アイスランド語: Lundey）という。